# باد نوينار-آرفايلر
باد نوين‌آر آروايلار (بالألمانية: Bad Neuenahr-Ahrweiler) هي بلدة ألمانية تقع في ألمانيا في أرفيلر. يقدر عدد سكانها بـ 27,487 نسمة .

## المدن التوأمة
مدينة Brasschaat هي مدينة توأمة لـباد نوين‌آر آروايلار.

## أعلام
- كيليان جاكوب
- يان فان إيجدين
- انطون فيشر
- فرانز لودفيغ